# Berthelinia rottnesti
Berthelinia rottnesti is een slakkensoort uit de familie van de Juliidae. De wetenschappelijke naam van de soort is voor het eerst geldig gepubliceerd in 1993 door Jensen.